# 麒麟颶
麒麟颶，又稱麒麟暴、火麒麟颶，是台灣漢人民間傳說中的妖怪，會激起灼熱的火燒風。

## 外觀與能力
麒麟颶跟一般的麒麟類似，龍首馬身，但其全身的鱗片和四足上都散發著火焰。當麒麟颶乘雲下山時，將會產生高溫滾燙的旋風，讓牠行經之處的地面被烤乾、植物枯死、甚至引起大火。

## 現代研究
從可以激起熱風、從山上下來等特徵可以推斷，麒麟颶是台灣漢族先民對於焚風現象的具體化形象，因此焚風也被稱為「麒麟風」。

## 傳說分布
麒麟颶的傳說主要出現在焚風比較頻繁的地區，例如台東、台中或屏東，廟宇中也可以看到麒麟颶而非麒麟的雕刻。